# Gerd Gies
Gerd Gies, né le 24 mai 1943 à Stendal, est un homme politique allemand membre de l'Union chrétienne-démocrate d'Allemagne (CDU).

## Biographie

### Jeunesse
Il adhère au début des années 1970 à l'Union chrétienne-démocrate d'Allemagne de RDA (CDU), un parti fantoche contrôlé par le pouvoir. Il est diplômé en médecine vétérinaire en 1973 et exerce son métier dans des entreprises d'État à Magdebourg et Stendal.
En 1975, il est élu président de la CDU de l'arrondissement d'Osterburg, dans le district de Magdebourg. Il prend en 1979 la présidence du parti dans l'arrondissement de Stendal.
Il appartient parallèlement à la Conférence chrétienne pour la paix (CFK), considérée comme une organisation œuvrant pour la police politique est-allemande (Stasi).

### Ascension politique
Il devient en février 1990 président de la nouvelle fédération de la CDU du futur Land de Saxe-Anhalt. Lors des élections législatives libres du 18 mars 1990, il est élu député à la Chambre du peuple de l'Allemagne de l'Est.

### Après la réunification

#### Ministre-président de Saxe-Anhalt
Dans la perspective des élections législatives régionales du 14 octobre 1990 en Saxe-Anhalt, il est chef de file de l'Union chrétienne-démocrate. Avec 39 % des voix, le parti se classe premier et remporte 48 députés sur 106. Lui-même échoue à se faire élire député : alors qu'il est seulement candidat en tête de liste régionale, la CDU pourvoit l'intégralité de ses sièges au scrutin de circonscriptions. Toutefois, il parvient à faire son entrée au Landtag le 27 octobre, en remplacement d'Armin Kleinau, contraint à la démission.
Le 28 octobre, Gerd Gies est investi à 47 ans ministre-président de Saxe-Anhalt par le Landtag, après avoir formé une « coalition noire-jaune » avec le FDP. Il nomme aussitôt un cabinet de neuf ministres, dont six chrétiens-démocrates et trois libéraux.

#### Démission
Il remet sa démission le 4 juillet 1991, après avoir été accusé d'avoir utilisé des soupçons de collaboration avec la Stasi pour pousser certains parlementaires à la démission. Son ministre des Finances Werner Münch lui succède, puis prend sa place à la présidence de la CDU du Land en novembre suivant.
Il est réélu député au cours des élections législatives régionales du 26 juin 1994 avec 34,7 % des voix dans la 2e circonscription. Il quitte le Landtag à la fin de son mandat de quatre ans et abandonne la vie politique.

### Après la politique
Il rejoint alors le secteur privé. Il travaille d'abord dans le génie civil avant de s'engager dans le secteur de l'énergie.

### Vie privée
Il est marié et père de deux enfants.